# Aulis Kallakorpi
Aulis Arnold Kallakorpi, född 1 januari 1929 i Kuusankoski, död 15 maj 2005 i S:t Michel, var en finsk backhoppare som tävlade för hemstadens skidförening, Kuusankosken Urheiluseura.

## Karriär
Aulis Kallakorpi tillhörde det finska "supermanskapet" tillsammans med Matti Pietikäinen, Hemmo Silvennoinen och Eino Kirjonen, som dominerade backhoppningen säsongen 1954/1955. I Tysk-österrikiska backhopparveckan 1954/1955 tog finnarna trippel sammanlagd, med Aulis Kallakorpi på tredjeplats. Kallakorpi vann de enskilda tävlingarna i Oberstdorf (tillsammans med Eino Kirjonen) och nyårstävlingen i Garmisch-Partenkirchen. Kallakorpi vann även i Holmenkollen 1955.
Tillsammans med tränaren Lasse Johansson genomförde det finska laget en revolution inom backhoppningen. I stället för att ha armarna framåtsträckta under svävet lade finnarna armarna bakåt och längs sidorna av kroppen och uppnådde därmed en mer aerodynamisk hoppstil som gav längre skidhopp och högre poäng. 
Under Olympiska vinterspelen 1956 i Cortina d'Ampezzo vann Kallakorpi silvermedaljen i stora backen efter landsmannen Antti Hyvärinen.